# Лосева Інна Олександрівна
Інна Олександрівна Лосева (до шлюбу — Кашина; 27 вересня 1991, Суми) — українська легкоатлетка (спортивна ходьба), учасниця Олімпійських ігор у Бразилії 2016 року, майстер спорту України міжнародного класу.

## Початок виступів
Народилася 27 вересня 1991 року у місті Суми.
Вихованка СДЮСШОР Володимира Голубничого. Тренується у подружжя тренерів Кривохижів — Миколи Миколайовича та Тетяни Василівни. Закінчила Сумський державний педагогічний університет імені А. С. Макаренка.
І. Кашина багато разів перемагала на чемпіонатах і Кубках України.
Брала участь у:
- 2013, 2015 — Кубку Європи зі спортивної ходьби.
- 2014 — Кубку світу зі спортивної ходьби.
- 2014 — чемпіонаті Європи з легкої атлетики.
- 2016 — командному чемпіонату світу зі спортивної ходьби.

Рекордсменка області зі спортивної ходьби на 20 км, спортивної ходьби на 3000 м і 5000 м у приміщенні серед дорослих жінок.
Одружена з Іваном Лосевим, багаторазовим чемпіоном України зі спортивної ходьби.

## Участь в Олімпійських іграх
Вперше взяла участь у Олімпійських іграх у 2016 році у Бразилії. Вона виступала у ходьбі на 20 км.
| Олімпіада | Дисципліна   | Результат | Місце |
| Ріо 2016  | Ходьба 20 км | 1.33,15   | 21    |